# Robert Herrera
Robert Fabián Herrera Rosas (ur. 1 marca 1989 w Río Branco) – urugwajski piłkarz występujący na pozycji środkowego obrońcy.

## Kariera klubowa
Herrera jest wychowankiem akademii juniorskiej klubu Defensor Sporting ze stołecznego Montevideo. Do pierwszego zespołu został włączony jako dwudziestolatek przez szkoleniowca Jorge da Silvę i w urugwajskiej Primera División zadebiutował 14 marca 2009 w wygranym 3:2 spotkaniu z River Plate Montevideo. Początkowo pełnił rolę głębokiego rezerwowego, w sezonie 2008/2009 zdobywając z Defensorem tytuł wicemistrza kraju, a po upływie kilku miesięcy został jednym z ważniejszych zawodników linii defensywy. W sezonie 2010/2011 zanotował ze swoją ekipą kolejne wicemistrzostwo Urugwaju, zaś premierowego gola w najwyższej klasie rozgrywkowej strzelił 10 października 2012 w wygranej 3:1 konfrontacji z Fénixem. W sezonie 2012/2013 po raz trzeci w karierze wywalczył tytuł wicemistrzowski, zaś ogółem barwy Defensora reprezentował przez ponad sześć lat.
Latem 2015 Herrera na zasadzie wolnego transferu przeniósł się do meksykańskiego klubu Puebla FC. W tamtejszej Liga MX zadebiutował 26 lipca 2015 w wygranym 4:2 meczu z Américą, z miejsca zostając kluczowym graczem ekipy. Pierwszą bramkę w nowym zespole strzelił 26 listopada tego samego roku w zremisowanym 2:2 ligowym pojedynku z Tolucą.

## Kariera reprezentacyjna
W styczniu 2009 Herrera został powołany przez szkoleniowca Diego Aguirre do reprezentacji Urugwaju U-20 na Mistrzostwa Ameryki Południowej U-20. Na wenezuelskich boiskach pełnił rolę podstawowego stopera kadry, rozgrywając siedem z dziewięciu możliwych spotkań (wszystkie z nich w pełnym wymiarze czasowym), zaś jego drużyna zajęła ostatecznie trzecie miejsce w turnieju. Siedem miesięcy później znalazł się w składzie na Mistrzostwa Świata U-20 w Egipcie, podczas których wystąpił w jednym z czterech meczów, pozostając rezerwowym dla duetu środkowych obrońców tworzonego przez Marcelo Silvę i Sebastiána Coatesa. Urugwajczycy – posiadający wówczas w kadrze graczy takich jak Gastón Ramírez, Abel Hernández czy Nicolás Lodeiro – odpadli z młodzieżowego mundialu w 1/8 finału, ulegając w nim Brazylii (1:3).

## Statystyki kariery
| Defensor Sporting | 2008–2009 | Urugwaj | Primera División | 3   | 0 | — | —  | CL | 1  | 0   | 4   | 0 |
| Defensor Sporting | 2009–2010 | Urugwaj | Primera División | 17  | 0 | — | —  | —  | —  | —   | 17  | 0 |
| Defensor Sporting | 2010–2011 | Urugwaj | Primera División | 3   | 0 | — | —  | —  | —  | —   | 3   | 0 |
| Defensor Sporting | 2011–2012 | Urugwaj | Primera División | 13  | 0 | — | —  | CL | 4  | 0   | 17  | 0 |
| Defensor Sporting | 2012–2013 | Urugwaj | Primera División | 18  | 2 | — | —  | CL | 2  | 0   | 20  | 2 |
| Defensor Sporting | 2013–2014 | Urugwaj | Primera División | 12  | 0 | — | —  | CL | 12 | 0   | 24  | 0 |
| Defensor Sporting | 2014–2015 | Urugwaj | Primera División | 23  | 0 | — | —  | —  | —  | —   | 23  | 0 |
| Puebla            | 2015–2016 | Meksyk  | Liga MX          | 29  | 1 | 1 | 0  | CL | 2  | 0   | 32  | 1 |
| Puebla            | 2016–2017 | Meksyk  | Liga MX          | 0   | 0 | — | —  | —  | —  | —   | 0   | 0 |
| Ogółem            |           |         |                  |     |   |   |    |    |    |     |     |   |
| Urugwaj           | Urugwaj   | Urugwaj | 89               | 2   | — | — | CL | 19 | 0  | 108 | 2   |   |
| Meksyk            | Meksyk    | Meksyk  | 29               | 1   | 1 | 0 | CL | 2  | 0  | 32  | 1   |   |
| Ogółem            | Ogółem    | Ogółem  | Ogółem           | 118 | 3 | 1 | 0  | CL | 21 | 0   | 140 | 3 |

- CL – Copa Libertadores